# Platylister perroudi
Platylister perroudi är en skalbaggsart som först beskrevs av Sylvain Auguste de Marseul 1870.  Platylister perroudi ingår i släktet Platylister och familjen stumpbaggar. Inga underarter finns listade i Catalogue of Life.